# Johann Friedrich Crell
Johann Friedrich Crell (1707–1747)  (*  Leipzig, 6 de Janeiro de 1707 † Helmstedt, 19 de Maio de 1747), foi anatomista e médico fisiologista alemão. Deu aulas de Anatomia e Fisiologia nas Universidades de Wittenberg e de Helmstedt. Era pai do mineralogista Lorenz von Crell (1744–1816), filho do filósofo alemão Ludwig Christian Crell (1671-1733) e irmão do jurista Christoph Ludwig Crell (1703-1758).

## Biografia
Foi educado inicialmente em sua cidade natal, e em 1732, recebeu seu diploma de Doutor em Medicina na Universidade de Leipzig.  Entre 1737 e 1741, deu aulas de anatomia e fisiologia da Universidade de Wittenberg, e em 1741, exerceu a mesma função na Universidade de Helmstedt, em substituição ao falecido Elias Friedrich Heister (1715-1740), filho do cirurgião Lorenz Heister (1683-1758), onde trabalhou até os últimos dias de sua vida. No dia 6 de Dezembro de 1742 casou com Sophia Maria, filha Lorenz Heister. Nesse mesmo ano, entrou para a Academia Leopoldina de Ciências Naturais da Alemanha. Além de seu papel como professor de medicina, ele também foi colaborador da revista científica alemã Acta Eruditorum.
Devido a seus interesses científicos, von Crell se voltou para o campo da anatomia, onde desempenhou muito bem seu talento, de modo especial, na anatomia patológica, a quem deu especial atenção em suas obras. Sua vida e sua obra foram publicadas pela universidade após sua morte sob o título de "Monumentorum sylloge quibus memoriam Crellii juste prosequitur Academia Julia-Carolina", Helmstad. 1747.

## Obras
- De valvula venae cavae Eustachiana. (1737)
- De motu syncrono auricularum et ventriculorum cordis.
- De arteria coronaria cordis instar ossis indurata.
- De viscerum nexibus insolitis.
- De causis, respirationem vitalem cientibus. (1743)
- De cortice Simarouba. (1746)
- De ossiculis sesamoideis.
- De glandularum in caecas et apertas divisione. (1741)
- De tumore capitis fungoso post cariem cranii exorto. (1743)
- Dissertatio inauguralis medica de ossibus sesamoideis. (1746)
- De mammarum fabrica et lactis secretione. (1734)
- Sanguinis frequentem jacturam plethoram sustentare. (1743)